# Палладийстронций
Палладийстронций — бинарное неорганическое соединение
палладия и стронция
с формулой SrPd,
кристаллы.

## Получение
- Сплавление стехиометрических количеств чистых веществ:

{\displaystyle {\mathsf {Pd+Sr\ {\xrightarrow {T}}\ SrPd}}}

## Физические свойства
Палладийстронций образует кристаллы
ромбической сингонии,
пространственная группа C mcm,
параметры ячейки a = 0,419 нм, b = 1,131 нм, c = 0,452 нм, Z = 4,
структура типа борида хрома
.